# أوزيميرتينيب
أوزيميرتينيب (بالإنجليزية: Osimertinib)‏ هو دواء يُستعمل في علاج:
- الورم السرطاني الذي لا يصيب الخلايا الصغيرة بالرئة[8]
- سرطانة الرئة اللابدة[8]